# عز الدين النويري
عز الدين النويري (مواليد 21 يوليو 1986)، هُو رياضي ألعاب قوى بارالمبي مغربي، مُتخصص في مُنافسات الرمي الخاصة بالفئة F34. فاز النويري بالميدالية الذهبية خلال مُنافسات رمي الجلة الخاصة بفئة F34 ضمن مُنافسات دورتي الألعاب البارالمبية الصيفية 2012 و‌2016، كما حقق رقما عالميا جديدا في 2012 هُو 13،10 متر. أما في مُنافسات رمي الرمح، فقد احتل المركزين العاشر والسابع على التوالي خلال هاتين الدورتين. في 2016، تولى عز الدين النويري حمل العلم المغربي خلال دورة الألعاب البارالمبية الصيفية لتلك السنة.
خلال بطولة العالم لألعاب القوى لذوي الاحتياجات الخاصة 2013، حل النويري في المرتبة الرابعة في مُنافسات رمي الجُلة، كما حطم الرياضي سكوت جونز ‏ الرقم العالمي الذي كان قد حققه عز الدين سنة 2012.

## وصلات خارجية
- عز الدين النويري على موقع Paralympic.org (الإنجليزية)
- عز الدين النويري على موقع IPC.InfostradaSports.com (مؤرشف) (الإنجليزية)